# Werner Barth (Lyriker)

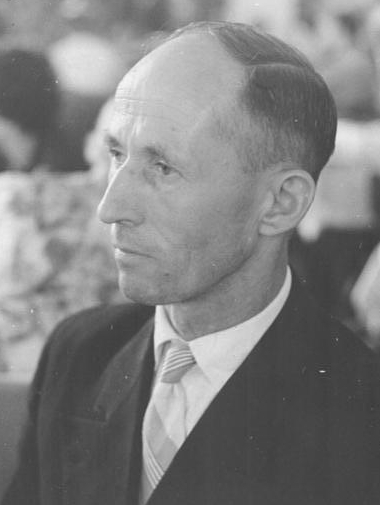
Werner Barth (1960)

Werner Barth (* 17. April 1912 in Suhl; † 9. September 2010 in Jena) war ein Lyriker der DDR.

## Werdegang
Werner Barth war der Sohn eines Landbriefträgers. Er besuchte die Volks- und Mittelschule und begann eine Lehre zum Drogisten, die er nach kurzer Zeit abbrach. Danach übte er ungelernte Tätigkeiten wie die eines Pferdeknechts aus. Von 1929 bis 1930 absolvierte er eine Ausbildung an einer landwirtschaftlichen Schule. Ab 1933 ging er Notstandsarbeiten nach. Er arbeitete für die Reichsbahn und nahm 1941 als Eisenbahner am Zweiten Weltkrieg teil.
Von 1948 bis 1977 war Barth unter anderem als Lokheizer, später Diesellokomotivführer in der Maxhütte (Unterwellenborn) tätig. Er trug Gedichte zur Betriebszeitung bei und wurde Teil des Schriftstellerkollektivs der Maxhütte. Nachdem er 1960 die Gedichte eines Maxhüttenkumpels publizieren konnte, wurde er im Schriftstellerverband der DDR aufgenommen und erhielt am 6. Juni 1960 den Literaturpreis des FDGB für eben diesen Gedichtband. 1962 erhielt er mit seinem Kollektiv den Preis für künstlerisches Volksschaffen. Auch gewann er als „schreibender Arbeiter“ bei verschiedenen Lyrik-Preisausschreiben. Oftmals wurde er als „Hüttendichter“ bezeichnet. Er behandelte in seinen Gedichten unter anderem die Arbeit, weshalb sein lyrisches Werk dem Bitterfelder Weg („Greif zur Feder, Kumpel“) zugeordnet werden kann.
1961 drehte Harry Hornig den Kurz-Dokumentarfilm Alltag eines Poeten über Werner Barth.
Barth wohnte in Könitz, dann Gorndorf und zuletzt Jena, wo er 2010 im Alter von 98 Jahren starb.

## Werke
- Im Frühlicht: Ausgewählte Gedichte. VEB Maxhütte, Unterwellenborn 1959.
- Gedichte eines Maxhüttenkumpels. Greifenverlag, Rudolstadt 1960.
- Schatten fliehen von den Wegen. Neue Gedichte. Mit Zeichnungen von Rolf F. Müller. Greifenverlag, Rudolstadt 1964.